# Cassinasco
Cassinasco (Cassinasch in piemontese) è un comune italiano di 546 abitanti della provincia di Asti in Piemonte.

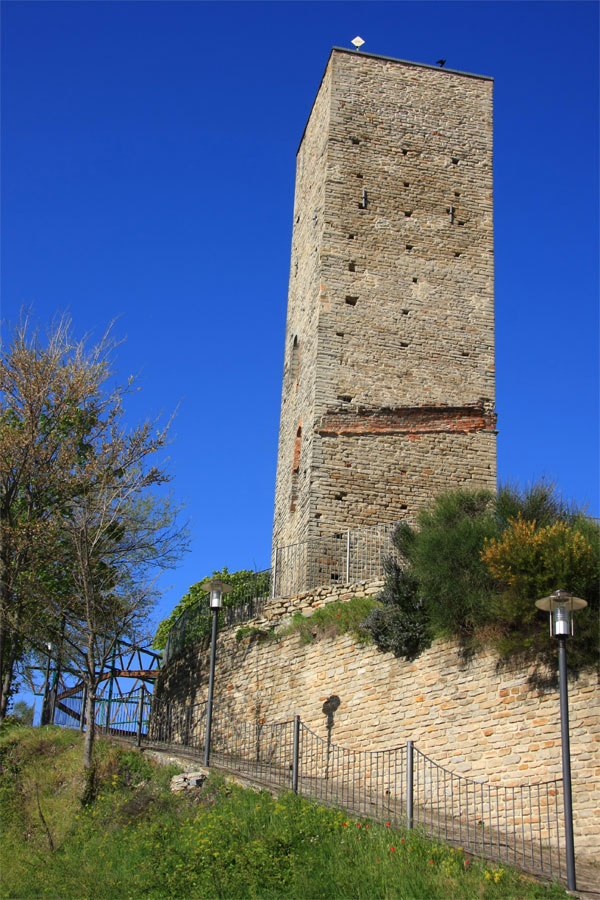
Torre dell'antico castello

## Storia

### Simboli
Lo stemma del Comune di Cassinasco è stato concesso con decreto del presidente della Repubblica del 20 marzo del 2006.
Nello stemma è raffigurata la torre dell'antico castello medievale, unica parte sopravvissuta al saccheggio e all'incendio del 1615 compiuto dalle truppe sabaude durante la guerra di successione del Monferrato.
Il gonfalone è un drappo di bianco con la bordatura di azzurro.

## Monumenti e luoghi d'interesse
Nel comune si trova il Santuario di Nostra Signora delle Grazie e degli Alpini, risalente agli inizi del XX secolo.

## Società

### Evoluzione demografica
Abitanti censiti

### Etnie e minoranze straniere
Secondo i dati ISTAT al 31 dicembre 2010 la popolazione straniera residente superava le 70 persone (circa il 12,2% della popolazione).
Le nazionalità maggiormente rappresentate:
- Repubblica di Macedonia: 45
- Romania: 16
- Svizzera: 11

## Amministrazione
Di seguito è presentata una tabella relativa alle amministrazioni che si sono succedute in questo comune.
| Periodo        | Periodo        | Primo cittadino | Partito                             | Carica  | Note  |
| -------------- | -------------- | --------------- | ----------------------------------- | ------- | ----- |
| 2 luglio 1985  | 22 maggio 1990 | Claudio Cocino  | Democrazia Cristiana                | Sindaco | [ 7 ] |
| 22 maggio 1990 | 24 aprile 1995 | Claudio Cocino  | Democrazia Cristiana                | Sindaco | [ 7 ] |
| 24 aprile 1995 | 14 giugno 1999 | Sergio Primosig | centro-destra                       | Sindaco | [ 7 ] |
| 14 giugno 1999 | 14 giugno 2004 | Sergio Primosig | lista civica                        | Sindaco | [ 7 ] |
| 14 giugno 2004 | 8 giugno 2009  | Giuseppe Santi  | lista civica                        | Sindaco | [ 7 ] |
| 8 giugno 2009  | 26 maggio 2014 | Sergio Primosig | lista civica Impegno per Cassinasco | Sindaco | [ 7 ] |
| 26 maggio 2014 | 26 maggio 2019 | Sergio Primosig | lista civica Impegno per Cassinasco | Sindaco | [ 7 ] |
| 26 maggio 2019 | in carica      | Sergio Primosig | lista civica Impegno per Cassinasco | Sindaco | [ 7 ] |